# Кисинка
Кисинка — река в России, протекает по Аксубаевскому району Татарстана.

## География и гидрология
Кисинка левобережный приток реки Малая Сульча, её устье находится в 28 километрах от устья реки Малая Сульча. Длина реки — 11 километров. Площадь водосборного бассейна — 53,6 км².

## Данные водного реестра
По данным государственного водного реестра России относится к Нижневолжскому бассейновому округу, водохозяйственный участок реки — Большой Черемшан от истока и до устья. Речной бассейн реки — Волга от верхнего Куйбышевского водохранилища до впадения в Каспий.
Код объекта в государственном водном реестре — 11010000412112100004964.